# Robin Hood (serie televisiva 1955)
Robin Hood (The Adventures of Robin Hood) è una serie televisiva britannica in 143 episodi trasmessi per la prima volta nel corso di 4 stagioni dal 1955 al 1960.
È basata sul personaggio di Robin Hood ed è interpretata da Richard Greene, nel ruolo di Robin Hood, e da Alan Wheatley, nel ruolo della sua nemesi, lo sceriffo di Nottingham. Mentre alcuni episodi inscenano le tradizionali storie di Robin Hood, la maggior parte degli episodi sono storie originali create dagli autori.

## Personaggi e interpreti

### Personaggi principali
- Robin Hood (143 episodi, 1955-1960), interpretato da Richard Greene. In Italia è doppiato da Natale Ciravolo.
- Derwent (112 episodi, 1955-1960), interpretato da Victor Woolf. In Italia è doppiato da Salvatore Landolina.
- Little John (105 episodi, 1955-1960), interpretato da Archie Duncan.
- Frate Tuck (90 episodi, 1955-1960), interpretato da Alexander Gauge. In Italia è doppiato da Carlo Bonomi.
- Sceriffo di Nottingham (80 episodi, 1955-1960), interpretato da Alan Wheatley.
- Will Scarlett (64 episodi, 1956-1960), interpretato da Paul Eddington.
- Lady Marian (84 episodi, 1955-1957), interpretata da Bernadette O'Farrell (prima stagione), Patricia Driscoll (seconda stagione). In Italia è doppiata da Adele Pellegatta.

### Personaggi secondari
- Quentin (18 episodi, 1956-1957), interpretato da Shaun O'Riordan.
- Joan (16 episodi, 1955-1960), interpretata da Simone Lovell. In Italia è doppiata da Serena Cantalupi.
- Sceriffo di Nottingham (15 episodi, 1957-1960), interpretato da John Arnatt.
- Eldred (13 episodi, 1956-1957), interpretato da Peter Bennett.
- Edgar (13 episodi, 1957-1960), interpretato da Terry Yorke.
- Little John (11 episodi, 1955-1956), interpretato da Rufus Cruikshank.
- Rolf (9 episodi, 1956-1958), interpretato da Paul Hansard.
- Cook (8 episodi, 1957-1960), interpretato da Edmond Warwick.
- Ned (8 episodi, 1955), interpretato da John Drake.
- Sir Richard (7 episodi, 1955-1958), interpretato da Ian Hunter. In Italia è doppiato da Fabio Mazzari.
- Lady Leonia (7 episodi, 1955-1958), interpretata da Patricia Burke.
- Barty (7 episodi, 1957-1960), interpretato da Nigel Davenport.
- tenente Howard (7 episodi, 1956-1957), interpretato da Alan Edwards.
- Edgar (5 episodi, 1955-1957), interpretato da Alfie Bass.
- Principe John (5 episodi, 1956-1958), interpretato da Donald Pleasence.
- Abbot (5 episodi, 1955-1960), interpretato da Charles Lloyd Pack.
- Will (5 episodi, 1957-1958), interpretato da Tony Thawnton.
- Duncan di Stoneykirk (4 episodi, 1955-1960), interpretato da Hugh McDermott.
- Conte di Waldern (4 episodi, 1955-1960), interpretato da Leslie Phillips.
- Jason (4 episodi, 1957-1960), interpretato da Harry H. Corbett.
- Barone Barclay (4 episodi, 1957-1958), interpretato da Bryan Coleman.
- Anselm (4 episodi, 1956-1958), interpretato da Hal Osmond.
- Principe Arthur (4 episodi, 1955-1957), interpretato da Peter Asher.
- Alison (4 episodi, 1958), interpretato da Anne Reid.

## Produzione
La serie fu prodotta da Incorporated Television Company, Sapphire Films e Yeoman Films e girata nel Northumberland, nell'East Sussex e nel Surrey in Inghilterra. Le musiche furono composte da Edwin Astley e Albert Elms.

### Registi
Tra i registi della serie sono accreditati:
- Terry Bishop (35 episodi, 1956-1960)
- Bernard Knowles (19 episodi, 1955-1959)
- Ralph Smart (19 episodi, 1955-1956)
- Robert Day (12 episodi, 1957-1960)
- Peter Seabourne (12 episodi, 1958-1960)
- Terence Fisher (11 episodi, 1956-1957)
- Anthony Squire (8 episodi, 1957-1960)
- Don Chaffey (7 episodi, 1957-1958)
- Lindsay Anderson (5 episodi, 1956-1957)
- Gordon Parry (5 episodi, 1960)
- Daniel Birt (4 episodi, 1955)
- Peter Maxwell (4 episodi, 1958)
- Arthur Crabtree (2 episodi, 1956)
- Gerard Bryant (2 episodi, 1958)
- Compton Bennett (2 episodi, 1960)

## Distribuzione
La serie fu trasmessa nel Regno Unito dal 25 settembre 1955 al 12 novembre 1960 sulla rete televisiva Independent Television. In Italia è stata trasmessa su reti locali con il titolo Robin Hood.
Alcune delle uscite internazionali sono state:
- nel Regno Unito il 25 settembre 1955 (The Adventures of Robin Hood)
- negli Stati Uniti il 26 settembre 1955
- in Francia il 9 febbraio 1965 (Robin des bois)
- in Germania Ovest il 28 marzo 1971
- in Finlandia (Robin Hoodin seikkailuja)
- in Italia (Robin Hood)

## Episodi
| Stagione         | Episodi | Prima TV UK |
| ---------------- | ------- | ----------- |
| Prima stagione   | 39      | 1955-1956   |
| Seconda stagione | 39      | 1956-1957   |
| Terza stagione   | 39      | 1957-1958   |
| Quarta stagione  | 26      | 1959-1960   |